# Limba finlandeză
Limba finlandeză (suomi) este o limbă fino-ugrică. Finlandeza este vorbită de aproximativ 6.000.000 de persoane, majoritatea lor  trăind in Finlanda, unde este vorbită de 92% din populație și este limbă oficială. Există un număr semnificativ de vorbitori și în Suedia, Norvegia, Rusia (în Carelia, fiind limba maternă a carelilor, niște finlandezi ortodocși) și Estonia, unde sunt minorități finlandeze.
Finlandeza este membră a familiei de limbi fino-ugrice și este clasificată ca limbă aglutinativă. Formele substativelor și a adjectivelor sunt modificate în funcție de rolul lor într-o propoziție. Limba are o reputație pentru a fi greu de înțeles și învățat. Motivul pentru această reputație este faptul că finlandeza are puține limbi care sunt apropiate lingvistic de ea, rezultând  într-un vocabular nefamiliar.

## Istorie
Limbile baltic-finice, care includ finlandeza, estona și võro, au evoluat de la o limbă proto-finică, din care limba sami s-a separat în jur de 1500-1000 î.Hr. Lingviștii sugerează că această proto-finică avea trei dialecte principale: dialectul de nord, dialectul de sud și dialectul de est. Aceste dialecte au devenit limbi de sine stătătoare în jur de secolul I.
Prima formă scrisă a limbii finlandeze a fost creată de Mikael Agricola, un episcop finlandez, în secolul al XVI-lea. Agricola a bazat sistemul de scris pe limba suedeză, care era limba oficială a Finlandei în acel timp, și pe germană și latină. Mai târziu, forma scrisă a fost revizuită de mai multe persoane.

## Distribuție geografică

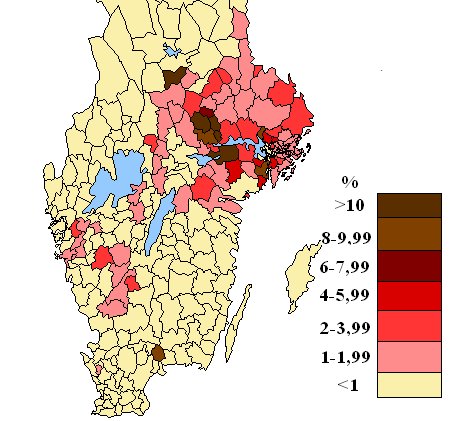
Zone din sudul Suediei cu populație vorbitoare de finlandeză(2005)

Finlandeza este vorbită de aproximativ șase milioane de oameni, cei mai mulți dintre ei rezidând în Finlanda. Există de asemenea minorități finlandeze menționabile în Suedia, Norvegia, Rusia, Estonia, Brazilia, Canada și Statele Unite ale Americii. Un procent de 91,51% din populația Finlandei are limba maternă finlandeza, un rest de 5,5% având suedeza, iar restul sami sau alte limbi ca limbă maternă.

## Pronunție și scriere
Sunetele limbii finlandeze sunt:
Vocale: [a o u e i æ ø y]
Consoane: [p t k d m n ŋ s h l r j v] și stopul glotal. De curând au fost împrumutate din alte limbi încă câteva consoane, pe care însă nu toți vorbitorii pot să le pronunțe: b g f š și ž.
Vocalele pot fi scurte sau lungi, diferența de durată putând fi singura care deosebește două cuvinte, de exemplu tuli "foc" și tuuli "vânt". Consoanele de asemenea pot fi scurte sau lungi, cu excepția a patru - [d h j v]. Consoanele lungi (duble) pot apărea numai între vocale și, în cazul obstruentelor, și după o rezonantă. De exemplu mato "vierme", matto "covor", ranka "șira (spinării)", rankka "aspru".
|             | anterioare | anterioare  | posterioare | posterioare |
| nerotunjite | rotunjite  | nerotunjite | rotunjite   |             |
| ----------- | ---------- | ----------- | ----------- | ----------- |
| închise     | i [i]      | y [y]       |             | u [u]       |
| mijlocii    | e [e]      | ö [ø]       |             | o [o]       |
| deschise    | ä [æ]      |             | a [ɑ]       |             |

Alfabetul limbii finlandeze este: A B C D E F G H I J K L M N O P Q R S T U V W X Y Z Ä Ö Å. Diferențele dintre pronunție și scriere sunt minore. Cu Ä se notează sunetul [æ], iar cu Ö sunentul [ø]. Litera Å se numește ruotsalainen oo (o suedez) și se pronunță ca un o lung; apare practic numai în nume proprii, de origine suedeză.
Două sunete nu au litere proprii: [ŋ] și stopul glotal. Sunetul [ŋ] apare doar în două combinații: [ŋk], scris nk, și [ŋŋ], scris ng; de exemplu sänky ['sæŋky] "pat", rengas ['reŋŋas] "inel". În plus, [ŋ] mai poate apărea și în alte poziții în cuvinte împrumutate recent, de exemplu englanti ['eŋlanti] "engleză" și signaali ['siŋna:li] "semnal".
Stopul glotal apare numai la sfârșitul cuvintelor, urmat de o vocală. Dacă este urmat de o consoană, atunci este asimilat consoanei respective.

## Formulări de bază
- (Hyvää) huomenta! – Bună dimineața!
- (Hyvää) päivää! – Bună ziua!
- (Hyvää) iltaa! – Bună seara!
- Hyvää yötä / Öitä! – Noapte bună! / ad. litt. "Noapte!"
- Terve! / Moro! – Salut!
- Hei! / Moi! – Bună!
- Heippa! / Moikka! - Pa pa!
- Näkemiin! – La revedere!
- Kiitos – Mulțumesc!